# 12370 Kageyasu
12370 Kageyasu è un asteroide della fascia principale. Scoperto nel 1994, presenta un'orbita caratterizzata da un semiasse maggiore pari a 2,3010824 au e da un'eccentricità di 0,1292962, inclinata di 2,41640° rispetto all'eclittica.
L'asteroide è dedicato al cartografo giapponese Takahashi Kageyasu.